# Michael Djervig
Michael Djervig es un deportista danés que compitió en remo. Ganó dos medallas en el Campeonato Mundial de Remo, plata en 1982 y bronce en 1983.

## Palmarés internacional
| Campeonato Mundial | Campeonato Mundial | Campeonato Mundial | Campeonato Mundial        |
| Año                | Lugar              | Medalla            | Prueba                    |
| ------------------ | ------------------ | ------------------ | ------------------------- |
| 1982               | Lucerna (Suiza)    | Medalla de plata   | Ocho con timonel ligero   |
| 1983               | Duisburgo (RFA)    | Medalla de bronce  | Cuatro sin timonel ligero |